# جيرالدو دانتاس دي أندرادي
جيرالدو دانتاس دي أندرادي (29 سبتمبر 1931 - 1 مايو 2021) كان أسقف برازيلي للروم الكاثوليك وأسقف مساعد.
ولد دانتاس دي أندرادي في البرازيل ورُسم للكهنوت عام 1957. شغل منصب الأسقف الفخري لكابالينيا وكان أسقفًا مساعدًا لأبرشية الروم الكاثوليك في ساو لويس دو مارانهاو بالبرازيل من 1998 إلى 2010.